# 孙大军
孙大军（1968年3月—），男， 汉族，辽宁辽中人。中华人民共和国政治人物。1986年2月加入中国共产党，1990年毕业于中国青年政治学院青年思想教育专业，1990年7月参加工作。现任中共吕梁市委书记。

## 生平

### 早年
孙大军1986年2月加入中国共产党，1986年9月进入中国青年政治学院青年思想教育专业学习。1990年7月，他大学毕业，在共青团中央青工部参加工作，担任干部。期间，他自1991年2月至1992年2月到河北省香河县蒋辛屯乡挂职，担任共青团乡团委书记。

### 中组部工作
1994年5月，孙大军调入中共中央组织部地方干部局，担任副科级干事。此后21年他一直在中组部任职。1996年3月，他升为正科级干事。1999年12月，他再升为副处级调研员。2000年6月，他被任命为中组部干部二局（即地方干部局）四处副处级调研员。2001年8月，他出任干部二局三处副处长。2004年7月，他改而担任三处调研员、副处长。2004年12月，他升任三处处长。期间，他自2004年3月至2006年5月在北京大学法学院攻读在职研究生，获法律硕士学位。2006年6月，他被任命为干部二局一处处长。2012年8月，他升任干部二局副巡视员。期间，他自2013年6月至2014年2月在党的群众路线教育实践活动第四中央督导组工作。

### “空降”山西省
2015年3月，孙大军“空降”山西省任职，出任中共山西省委组织部副部长。同年9月起，他兼任山西省法官检察官遴选委员会副主任委员。同年12月，他升任中共山西省委组织部常务副部长，明确为正厅长级。他自2016年3月兼任山西省人大常委会代表资格审查委员会副主任委员，自2017年4月兼任山西省法官检察官惩戒委员会副主任委员。孙大军“空降”山西省之前，山西出现“塌方式腐败”。2018年2月，时任中共山西省委组织部部长吴汉圣在长治市领导干部大会上评价称，“孙大军到山西工作以来，在协助省委重建政治生态、树立良好用人导向，规范干部选拔任用等方面作出了重要贡献”。他曾以中共山西省委组织部干部考察组组长身份考察吕梁市、长治市干部人选，还曾参加学习贯彻党的十九大精神省委宣讲团。此外，他牵头制订了多项有关干部选任与管理的政策文件。
2018年2月，孙大军出任中共长治市委书记，接替已升任山西省政协副主席的席小军。期间，长治市推出“深化基础教育改革十大行动”和“深化医药卫生体制改革十大行动”。2019年11月，中华人民共和国教育部在长治市召开新闻发布会推广介绍长治教育改革十大行动，孙大军在会上介绍了情况。“深化基础教育改革十大行动”第七条“改革中考招生评价标准”将体重、视力自2022年纳入长治市中考成绩，引发了争论。
2021年3月，孙大军被任命为中共吕梁市委书记。前任李正印已在2018年1月当选山西省政协副主席。